# Preu de referència
El preu de referència és la quantitat econòmica que l'Estat estableix com a preu màxim que està disposada a pagar per un determinat grup de medicaments, en l'àmbit de la regulació farmacèutica pública del Sistema Nacional de Salut (SNS).
Aquests preus són definits a partir del seu principi actiu i d'una determinada via d'administració i són calculats de manera estandarditzada a partir de la seva dosi diària definida. La relació de grups amb preu de referència s'actualitza anualment i s'hi van incorporant grups de medicaments que comptin com a mínim amb una especialitat farmacèutica genèrica (EFG), la qual necessàriament ha de ser igual o inferior en cost al preu de referència. El valor del preu de referència l'estableix l'administració mitjançant la mitjana aritmètica de les tres presentacions amb el preu més baix.